# Fox Soccer Plus
Fox Soccer Plus es un canal de televisión por suscripción estadounidense, dedicado al fútbol y rugby. Se formó como un spin-off del extinto "Fox Soccer" y comenzó sus emisiones el 1 de marzo de 2010.
"Fox Soccer Plus", complementa la cobertura de fútbol de los canales Fox Sports 1 y Fox Sports 2.

## Fútbol
El canal transmite los partidos de la Copa América

## Rugby League
En 2010 consiguió los derechos para transmitir los Rugby Torneo Cuatro Naciones 2010. A partir de 2013, también están transmitiendo algunos para la Liga Nacional de Rugby y partidos Super League, que incluye espectáculos de luz (el sindicado NRL Tiempo completo para la liga australiana, Botas N' Todo para la liga Europea) y la cobertura en vivo llena de ambos grandes finales y el Estado de la serie del Origen. La cobertura de estos eventos son "sin tocar", lo que significa que incluye todas las actividades previas a los partidos y no oculta los Sky Sports o Nine branding Network.

## Fútbol australiano
Fox Soccer Plus ha anunciado que van a continuar con su cobertura de fútbol australiano hasta la temporada 2013. El anuncio, citado 27 de febrero en la Asociación Australiana de Fútbol de América del Norte sitio web dice que Fox Soccer Plus dijo a los funcionarios Afana que la red transmitirá un mínimo de dos partidos en vivo por semana en HD, con la temporada de 2013 dando inicio a sábado, 23 de marzo. "el mismo mensaje sitio web dice Fox Soccer Plus también se ha comprometido a mostrar todos los partidos de playoffs, lo que lleva hasta e incluyendo la Gran Final de 2013. 
Fox Soccer Plus derechos que anteriormente pertenecían a todas las grandes propiedades en las SANZAR países- las Tres Naciones que implican las selecciones de Sudáfrica, Nueva Zelanda y Australia; Súper Rugby, involucrando a las franquicias de cada uno de estos países; Currie Cup de Sudáfrica, y Nueva Zelanda de Copa ITM. Sin embargo, en 2011, Fox Soccer Plus perdió los derechos de retransmisión para el Super Rugby y Tres Naciones de DirecTV.

## Competidores
- Premiere Futebol Clube
- GolTV